# 金東碩
金東碩（韓語：김동석，1990年4月7日—），韓國男模特兒、演員。本名金洞奭，由於本名中文讀音較困難，改以韓文中發音相同之漢字金東碩為藝名進行活動。

## 演出作品

### 電視劇
- 2012年：Channel A《K-POP最強生死戰》
- 2012年：MBC《Dr. JIN》
- 2012年：KBS《學校2013》 飾演 金東碩
- 2013年：tvN《戀愛操作團》 飾演 高道日（少年時期）
- 2013年：KBS《劍與花》 飾演 池冠
- 2014年：tvN《二十歲》
- 2015年：OCN《Frost醫生》（特別出演）
- 2015年：NAVER《高貴的你》飾演 李康俊
- 2015年：SBS《龍八夷》飾演 金道英

### 電影
- 2014年：《奇怪的她》飾演 音樂節目主持人
- 2014年：《善良的人們》

### 綜藝節目
- 2014年：四川衛視《明星家族的2天1夜》

## 外部連結
- 金東碩的X（前Twitter）
- 金東碩的新浪微博（中文）
- 金東碩的Instagram帳戶（中文）
- Daum （页面存档备份，存于）